# Patrick Deneen
Pour les articles homonymes, voir Deneen.
Patrick Deneen, né le 25 décembre 1987 à Redmond, est un skieur acrobatique américain spécialisé dans les épreuves de bosses. 
Au cours de sa carrière, il a disputé les Jeux olympiques d'hiver en 2010 et 2014, et a également participé à trois mondiaux lors desquels il a remporté le titre mondial en bosses en 2009 à Inawashiro et glané deux médailles de bronze à Voss en 2013, enfin en coupe du monde il remporté à quatre reprises une épreuve.

## Palmarès

### Jeux olympiques d'hiver
| Épreuve / Édition | Vancouver 2010 | Sotchi 2014 |
| Bosses            | 19e            | 6e          |

### Championnats du monde
| Édition/Discipline | Bosses                    | Bosses en parallèle       |
| Mondiaux 2009      | Médaille d'or, monde      | 5e                        |
| Mondiaux 2011      | 6e                        | 5e                        |
| Mondiaux 2013      | Médaille de bronze, monde | Médaille de bronze, monde |

### Coupe du monde
- Meilleur classement général : 2e en 2012.
- Meilleur classement en bosses : 2e en 2012.
- 22 podiums en bosses dont 4 victoires.

#### Détails des victoires
| Édition / Épreuve | Bosses | Bosses en parallèle |
| 2011              | Ruka   |                     |
| 2012              |        | Naeba Åre Megève    |